# Pieve di San Pietro a Cascia
La pieve dei Santi Pietro e Paolo a Cascia si trova nella frazione di Cascia, nel comune di Reggello, nella città metropolitana di Firenze, e appartiene alla diocesi di Fiesole.

## Storia e descrizione
La pieve sorse in prossimità di una via di comunicazione, probabilmente sul luogo di un insediamento longobardo, di cui faceva parte la torre campanaria, la parte più antica, costruita probabilmente come "gardingo" longobardo (VI secolo), in seguito utilizzata come torre del Castelvecchio dei Conti Guidi (VII sec.), trasformata poi in campanile. La chiesa fu costruita presso il più tardo Castel Nuovo di Cascia, residenza estiva dei vescovi di Fiesole, e se ne ha notizia già nel 1040, anche se la consacrazione pare sia avvenuta nel 1073. L'edificio attuale, una tra le più interessanti pievi valdarnesi per la qualità delle sculture e per l'impianto architettonico romanico, è stato forse costruito con molta lentezza, presentando elementi di un periodo compreso tra la fine del XII secolo, periodo al quale appartiene sicuramente la regolarità dei conci di pietra precisamente tagliati, e l'inizio del XIII secolo.
La facciata a regolari bozze di pietra è decorata nella parte superiore con arcatelle cieche, ed è preceduta da un portico a cinque arcate, sostenute da colonne monolitiche simili, quindi coeve, a quelle nell'interno, che terminano con capitelli classicheggianti. L'interno, trasformato nel Seicento con l'aggiunta di grandi altari, è stato ripristinato durante i 'restauri' degli anni 1960. L'austero spazio si compone di tre navate divise da colonne anch'esse con capitelli classicheggianti, cui fa eccezione, nella penultima campata, la presenza di pilastri quadrangolari; a conclusione è una sola grande abside semicircolare. Solo i capitelli della prima e terza colonna di destra sono scolpiti con teste di uomini e animali. Il capitello della quinta colonna a destra, detto del "rispetto umano", presenta invece un rilievo figurato con quattro cavalieri dal significato allegorico ed elementi di decorazione tipici dell’arte romanica. 
Alcune delle opere un tempo esposte in chiesa si trovano ora nell'adiacente Museo Masaccio inaugurato nell'aprile del 2002, come la Madonna in trono con il Bambino, angeli adoranti e santi, noto anche come il Trittico di San Giovenale, di Masaccio (1422). In chiesa sono il Crocifisso processionale proveniente dall'oratorio detto "della Casellina", del secondo quarto del Trecento, l'affresco staccato con l'Annunciazione di Mariotto di Cristofano, cognato di Masaccio, del 1420 circa, la Madonna in gloria col Bambino tra i santi Giovanni Evangelista e Rocco, di un pittore fiorentino della prima metà del Seicento e la Crocifissione di Domenico Soldini (firmata e datata 1619).